# TypeRacer
TypeRacer — це браузерна онлайн-гра для набору тексту для кількох гравців. У TypeRacer гравці якнайшвидше проходять тести на введення різних текстів, змагаючись між собою чи іншими користувачами онлайн. Він був запущений у березні 2008 року.

## Історія
TypeRacer створив програміст Алекс Епштейн з використанням інтерфейсу прикладного програмування OpenSocial (API) і Google Web Toolkit.  Епштейн — колишній стажер у Google і випускник Массачусетського університету в Амгерсті зі ступенем магістра інформатики.  Його надихнуло створити конкурентоспроможну багатокористувацьку гру набору тексту, оскільки в умовно-безкоштовній програмі Windows, яку він використовував для вивчення сенсорного друку, не було багатокористувацького режиму. Хоча старіші ігри, такі як The Typing of the Dead, були запущені до того, як Епштейн задумав TypeRacer, він не знав про існування таких через його самоописану відсутність досвіду в ігровій спільноті. Коли колишній інженер із типової гри для набору тексту Mavis Beacon Teaches Typing зв’язався з Епштейном щодо TypeRacer, він висловив схвалення проєкту від імені команди Beacon. 
TypeRacer увійшов до списку «100 найкращих невідкритих веб-сайтів 2008 року» PC. 

## Ігровий процес
Гравці змагаються в гонках на мініатюрних автомобілях, які просуваються, коли користувачі набирають різні проходи. Уривки мають довжину приблизно від 20 до 930 символів. Для перегонів існує опція за замовчуванням («maintrack»), де гравці змагаються один проти одного, вводячи випадково вибрані цитати з бази даних.   Тренування перегонів, або «привиди», — це одиночна гра, де гравці можуть вводити будь-який текст на вимогу та зберігати до п’яти перегонів.  є окремі змагання та закриті траси. У змаганнях перемагає гравець, який до певного часу набрав найбільшу кількість очок.  У приватних треках гравцям потрібне індивідуальне посилання для доступу до треку.  При наборі текстових виділень необхідна точність ; будь-які помилки введення, виявлені в орфографії, великих літерах або пунктуації, повинні бути виправлені гравцем перед продовженням гонки.  Надруковані уривки є посиланнями на популярну культуру та походять із пісень, фільмів, телешоу, відеоігор і книг.  Наприклад, добірки тексту включають уривки з таких джерел, як «Монті Пайтон і Святий Грааль», «Заводний апельсин » і «Я — Америка» Стівена Кольбера (І ти теж!) ).   Користувачі можуть надіслати додаткові пропозиції для розгляду для додавання в гру. 
Під час перегонів швидкість слів за хвилину (wpm), записана від певного користувача, збирається та використовується для генерації показників, як-от середнє значення гравця за весь час і останні десять середніх показників. На основі середнього показника гравця гравці поділяються на один із шести рівнів навичок: 
TypeRacer неодноразово вживав заходів, щоб обмежити використання чітів, включаючи такі заходи, як повторне відтворення натискання клавіш і античит captcha , який вимагає, щоб користувачі, які досягають понад 100 передач на хвилину в перегонах, проходили CAPTCHA. Після успішного завершення, якщо гравці з високими результатами досягнуть результатів, які на 25% перевищують їхню записану швидкість CAPTCHA, буде повторно активовано додатковий тест виклик-відповідь.
Після того, як гравець завершує гонку, продуктивність користувача вимірюється п’ятьма показниками: зареєстрована швидкість за хвилину, кількість за хвилину без затримки, точність, очки та рейтинг. Зареєстрована швидкість за хвилину означає, наскільки швидко веб-сайт обчислив середню швидкість гравця по тексту. Він вимірюється таким чином, щоб шахраї не могли вручну надсилати результати на веб-сайт, що означає, що часто виникає затримка, яка знижує кількість гравців у хвилину. Швидкість за хвилину без затримки — це фактична швидкість гравця. Гравці можуть переглянути це, переглянувши повтор своєї гонки. Точність гравця - це відсоток правильно введених символів у тексті. Очки гравця — це альтернативний спосіб вимірювання того, наскільки добре гравець виступив у перегонах. Чим краще грає гравець, тим більше він отримує очок. Ці результати також використовуються в змаганнях для визначення переможця. Ранг гравця еквівалентний його місцю в гонці. Перше місце посідає той, хто швидше завершить забіг.
У TypeRacer є багато «всесвітів». Це гілки основного сайту, присвячені певному аспекту набору тексту. Наприклад, є «Всесвіт чисел», де тексти є виключно числами,  і є «Всесвіт марафону», де всі тексти надзвичайно довгі. 
На головній сторінці, а також під час перегонів ви можете переглянути деякі ваші статистичні дані, такі як середня швидкість останніх 10 перегонів і кількість усіх перегонів, які ви брали. Більш детальна статистика з’являється, коли ви наводите курсор на свій профіль. Тоді ви зможете переглянути їх усі, включаючи вашу середню швидкість за останні 10 гонок, середню швидкість за весь час, швидкість останньої гонки, найкращу швидкість гонки за весь час, кількість гонок, які ви брали, кількість гонок, які ви виграли, очки, навички рівень, процентиль швидкості (порівняно з іншими гравцями) і рівень досвіду (який відповідає кількості пройдених гонок ).